# Course militaire de Frauenfeld
La course militaire de Frauenfeld (en allemand : Frauenfelder Militärwettmarsch) est une course militaire courue sur la distance d'un marathon à Frauenfeld dans le canton de Thurgovie en Suisse. Créée en 1934, c'est la plus importante course du genre et la plus ancienne encore active.

## Histoire
En réaction à la montée du nazisme en Allemagne au début des années 1930 et aux revendications territoriales de cette dernière, la Suisse renforce son armée. Parmi les mesures prises, les épreuves de course militaire voient le jour en plusieurs endroits de Suisse. Le caporal Max Beer participe aux courses de Soleure et de Lausanne-Yverdon en 1931. Lors de cette dernière, il se voit remettre un prix par le commandant de corps Henri Guisan, ayant terminé dans les premières places. Inspiré par ce succès, il suggère alors de créer une course similaire de longue distance à Frauenfeld. Lui et ses amis mettent en place la première édition de la course militaire de Frauenfeld qui se tient le 27 mai 1934,. 305 soldats prennent le départ de la course. Le soldat Rudolf Morf s'impose au terme des 41 kilomètres en 4 h 5 min 44 s.
La course n'a pas lieu en 1939 en raison de la mobilisation.
Relancée en 1940, la course connaît un grand succès et atteint son record de participation lors de la dixième édition en 1944 avec 1 662 coureurs à l'arrivée.
Les années 1947 à 1953 voient Hans Frischknecht dominer la discipline. Il s'impose sept fois d'affilée à Frauenfeld.
Après s'être courue sur différents parcours de manière variable, l'épreuve adopte un parcours fixe sur la distance du marathon en 1952.
Le 19 novembre 1962, le sergent Guido Vögele établit un nouveau record du parcours en 2 h 56 min 7 s, devenant le premier homme à terminer sous la barre des trois heures.
La cinquantième édition en 1984 connaît à nouveau une importante participation avec 1 349 coureurs à l'arrivée et près de 50 000 spectateurs,.
D'abord admises de façon informelle, les femmes sont autorisées à courir de manière officielle en 1995 grâce à la réforme Armée 95. Martha Urfer est la première gagnante en 3 h 35 min 44 s.
Afin de relancer l'attractivité de la course, en perte de vitesse durant les années 1990, des épreuves civiles sont ajoutées au programme avec un marathon et un semi-marathon.
Le 20 novembre 2004, l'officier spécialiste Buno Heuberger établit le record de la course en 2 h 35 min 52 s. L'année suivante, Claudia Helfenberger-Wepf place la marque féminine à 3 h 13 min 30 s.
En 2016, l'Autrichienne Kathrin Schichtl est la première étrangère à remporter la course, hommes et femmes confondus.
L'édition 2020 est annulée en raison de la pandémie de Covid-19, tout comme l'édition 2021.

## Parcours
Le départ est donné sur la Marktplatz de Frauenfeld. Le parcours quitte la ville et rejoint le village de Matzingen puis contourne celui de Wängi pour se diriger vers Eschlikon. Il traverse le village de Sirnach et traverse la ville de Wil où il effectue une boucle avant de se diriger vers le village de Sankt Margrethen. Le parcours traverse ensuite les villages de Lommis et Stettfurt avant de revenir à Frauenfeld. L'arrivée est donnée à la caserne de Frauenfeld. Le parcours mesure 42,2 km et offre un dénivelé non négligeable de +/-520 m.
En raison des travaux de réaffectation de la caserne en 2024, l'Armée suisse ne peut plus offrir les infrastructures nécessaires à la course. Pour cette raison, l'arrivée est déplacée à l'école cantonale dès l'édition 2023 et le parcours est légèrement modifié pour conserver la longeur de 42 kilomètres.

## Galerie

Départ de la course en 1963.
Vue aérienne de la course.
Coureurs au repos. Leur paquetage comprend un mousqueton 1931.
Public assistant à la course.
Course en 1979.

## Vainqueurs
| Année | Hommes                                                     | Temps                                                      | Femmes                                              | Temps                                               |
| ----- | ---------------------------------------------------------- | ---------------------------------------------------------- | --------------------------------------------------- | --------------------------------------------------- |
| 1934  | Rudolf Morf                                                | 4 h 24 min 24 s                                            |                                                     |                                                     |
| 1935  | Rudolf Morf                                                | 4 h 5 min 44 s                                             |                                                     |                                                     |
| 1936  | Max Beer                                                   | 4 h 55 min 18 s                                            |                                                     |                                                     |
| 1937  | Max Beer                                                   | 4 h 28 min 0 s                                             |                                                     |                                                     |
| 1938  | Hans Meyer                                                 | 3 h 50 min 7 s                                             |                                                     |                                                     |
| 1939  | Pas de compétition en raison de la Seconde Guerre mondiale | Pas de compétition en raison de la Seconde Guerre mondiale |                                                     |                                                     |
| 1940  | Adolf Aebersold                                            | 4 h 9 min 30 s                                             |                                                     |                                                     |
| 1941  | Paul Zumstein                                              | 4 h 3 min 35 s                                             |                                                     |                                                     |
| 1942  | Paul Zumstein                                              | 4 h 6 min 4 s                                              |                                                     |                                                     |
| 1943  | Jakob Jutz                                                 | 3 h 59 min 42 s                                            |                                                     |                                                     |
| 1944  | Walther Schmid                                             | 3 h 54 min 42 s                                            |                                                     |                                                     |
| 1945  | Kaspar Schiesser                                           | 3 h 40 min 55 s                                            |                                                     |                                                     |
| 1946  | Leo Beeler                                                 | 3 h 34 min 58 s                                            |                                                     |                                                     |
| 1947  | Hans Frischknecht                                          | 3 h 43 min 40 s                                            |                                                     |                                                     |
| 1948  | Hans Frischknecht                                          | 3 h 38 min 18 s                                            |                                                     |                                                     |
| 1949  | Hans Frischknecht                                          | 3 h 45 min 36 s                                            |                                                     |                                                     |
| 1950  | Hans Frischknecht                                          | 3 h 31 min 19 s                                            |                                                     |                                                     |
| 1951  | Hans Frischknecht                                          | 3 h 33 min 15 s                                            |                                                     |                                                     |
| 1952  | Hans Frischknecht                                          | 3 h 21 min 57 s                                            |                                                     |                                                     |
| 1953  | Hans Frischknecht                                          | 3 h 15 min 19 s                                            |                                                     |                                                     |
| 1954  | Niklaus Zwingli                                            | 3 h 19 min 55 s                                            |                                                     |                                                     |
| 1955  | Arthur Wittwer                                             | 3 h 22 min 3 s                                             |                                                     |                                                     |
| 1956  | Arthur Wittwer                                             | 3 h 14 min 20 s                                            |                                                     |                                                     |
| 1957  | Arthur Wittwer                                             | 3 h 14 min 22 s                                            |                                                     |                                                     |
| 1958  | Arthur Wittwer                                             | 3 h 15 min 24 s                                            |                                                     |                                                     |
| 1958  | Ludwig Hobi                                                | 3 h 15 min 32 s                                            |                                                     |                                                     |
| 1960  | Arthur Wittwer                                             | 3 h 15 min 8 s                                             |                                                     |                                                     |
| 1961  | Guido Vögele                                               | 3 h 2 min 36 s                                             |                                                     |                                                     |
| 1962  | Guido Vögele                                               | 2 h 56 min 7 s                                             |                                                     |                                                     |
| 1963  | Guido Vögele                                               | 3 h 4 min 38 s                                             |                                                     |                                                     |
| 1964  | August von Wartburg                                        | 3 h 4 min 3 s                                              |                                                     |                                                     |
| 1965  | Werner Fischer                                             | 2 h 52 min 5 s                                             |                                                     |                                                     |
| 1966  | August von Wartburg                                        | 2 h 52 min 22 s                                            |                                                     |                                                     |
| 1967  | Werner Fischer                                             | 2 h 51 min 39 s                                            |                                                     |                                                     |
| 1968  | Walter Gilgen                                              | 2 h 56 min 16 s                                            |                                                     |                                                     |
| 1969  | Robert Boos                                                | 2 h 56 min 28 s                                            |                                                     |                                                     |
| 1970  | Robert Boos                                                | 2 h 43 min 36 s                                            |                                                     |                                                     |
| 1971  | Robert Boos                                                | 2 h 46 min 24 s                                            |                                                     |                                                     |
| 1972  | Urs Pfister                                                | 2 h 48 min 0 s                                             |                                                     |                                                     |
| 1973  | Willi Aegerter                                             | 2 h 49 min 57 s                                            |                                                     |                                                     |
| 1974  | Robert Boos                                                | 2 h 45 min 50 s                                            |                                                     |                                                     |
| 1975  | Robert Boos                                                | 2 h 43 min 50 s                                            |                                                     |                                                     |
| 1976  | Georg Kaiser                                               | 2 h 46 min 46 s                                            |                                                     |                                                     |
| 1977  | Urs Pfister                                                | 2 h 45 min 43 s                                            |                                                     |                                                     |
| 1978  | Albrecht Moser                                             | 2 h 46 min 55 s                                            |                                                     |                                                     |
| 1979  | Georges Thüring                                            | 2 h 45 min 10 s                                            |                                                     |                                                     |
| 1980  | Hans Furrer                                                | 2 h 57 min 47 s                                            |                                                     |                                                     |
| 1981  | Florian Züger                                              | 2 h 45 min 39 s                                            |                                                     |                                                     |
| 1982  | Hans Furrer                                                | 2 h 44 min 1 s                                             |                                                     |                                                     |
| 1983  | Kudi Steger                                                | 2 h 46 min 43 s                                            |                                                     |                                                     |
| 1984  | Kudi Steger                                                | 2 h 47 min 22 s                                            |                                                     |                                                     |
| 1985  | Fritz Häni                                                 | 2 h 41 min 32 s                                            |                                                     |                                                     |
| 1986  | Fritz Häni                                                 | 2 h 42 min 8 s                                             |                                                     |                                                     |
| 1987  | Martin Storchenegger                                       | 2 h 44 min 31 s                                            |                                                     |                                                     |
| 1988  | Hans Furrer                                                | 2 h 40 min 16 s                                            |                                                     |                                                     |
| 1989  | Hans Furrer                                                | 2 h 38 min 16 s                                            |                                                     |                                                     |
| 1990  | Hans Furrer                                                | 2 h 40 min 9 s                                             |                                                     |                                                     |
| 1991  | Peter Schneider                                            | 2 h 39 min 44 s                                            |                                                     |                                                     |
| 1992  | Peter Schneider                                            | 2 h 44 min 19 s                                            |                                                     |                                                     |
| 1993  | Christian Jost                                             | 2 h 42 min 29 s                                            |                                                     |                                                     |
| 1994  | Christian Jost                                             | 2 h 44 min 50 s                                            |                                                     |                                                     |
| 1995  | Martin von Känel                                           | 2 h 37 min 37 s                                            | Martha Urfer                                        | 3 h 32 min 17 s                                     |
| 1996  | Christian Jost                                             | 2 h 43 min 15 s                                            | Martha Urfer                                        | 3 h 31 min 47 s                                     |
| 1997  | Martin Schöpfer                                            | 2 h 42 min 43 s                                            | Martha Urfer                                        | 3 h 35 min 44 s                                     |
| 1998  | Mischa Ebner                                               | 2 h 49 min 40 s                                            | Martha Urfer                                        | 3 h 34 min 12 s                                     |
| 1999  | Jörg Hafner                                                | 2 h 43 min 44 s                                            | Martha Urfer                                        | 3 h 18 min 34 s                                     |
| 2000  | Jörg Hafner                                                | 2 h 42 min 10 s                                            | Martha Urfer                                        | 3 h 15 min 41 s                                     |
| 2001  | Mischa Ebner                                               | 2 h 43 min 24 s                                            | Marianne Balmer                                     | 3 h 23 min 21 s                                     |
| 2002  | Daniel Keller                                              | 2 h 50 min 40 s                                            | Monika Widmer                                       | 3 h 28 min 0 s                                      |
| 2003  | Jörg Hafner                                                | 2 h 39 min 34 s                                            | Monika Widmer                                       | 3 h 22 min 23 s                                     |
| 2004  | Bruno Heuberger                                            | 2 h 35 min 52 s                                            | Monika Widmer                                       | 3 h 20 min 48 s                                     |
| 2005  | Jörg Hafner                                                | 2 h 44 min 10 s                                            | Claudia Helfenberger-Wepf                           | 3 h 13 min 30 s                                     |
| 2006  | Bruno Dähler                                               | 2 h 50 min 30 s                                            | Marianne Balmer                                     | 3 h 22 min 27 s                                     |
| 2007  | Patrick Wieser                                             | 2 h 49 min 20 s                                            | Monika Widmer                                       | 3 h 25 min 48 s                                     |
| 2008  | Patrick Wieser                                             | 2 h 47 min 16 s                                            | Marianne Balmer                                     | 3 h 33 min 5 s                                      |
| 2009  | David Schneider                                            | 2 h 51 min 45 s                                            | Elsbeth Rölli                                       | 4 h 5 min 47 s                                      |
| 2010  | Konrad von Allmen                                          | 2 h 52 min 14 s                                            | Denise Zimmermann                                   | 3 h 22 min 3 s                                      |
| 2011  | Konrad von Allmen                                          | 2 h 53 min 30 s                                            | Barbara Cina                                        | 3 h 30 min 35 s                                     |
| 2012  | Konrad von Allmen                                          | 2 h 57 min 10 s                                            | Denise Zimmermann                                   | 3 h 31 min 58 s                                     |
| 2013  | Bruno Heuberger                                            | 2 h 50 min 13 s                                            | Astrid Müller                                       | 3 h 21 min 58 s                                     |
| 2014  | Bruno Heuberger                                            | 2 h 52 min 7 s                                             | Denise Zimmermann                                   | 3 h 23 min 34 s                                     |
| 2015  | Raphael Josef                                              | 3 h 6 min 2 s                                              | Denise Zimmermann                                   | 3 h 38 min 19 s                                     |
| 2016  | Raphael Josef                                              | 2 h 54 min 48 s                                            | Kathrin Schichtl                                    | 3 h 28 min 32 s                                     |
| 2017  | Raphael Josef                                              | 2 h 51 min 32 s                                            | Denise Zimmermann                                   | 3 h 44 min 22 s                                     |
| 2018  | Marco De Martin                                            | 2 h 52 min 32 s                                            | Astrid Müller                                       | 3 h 40 min 22 s                                     |
| 2019  | Patrick Wieser                                             | 2 h 55 min 4 s                                             | Caroline Steiner                                    | 3 h 24 min 45 s                                     |
| 2020  | Course annulée en raison de la pandémie de Covid-19        | Course annulée en raison de la pandémie de Covid-19        | Course annulée en raison de la pandémie de Covid-19 | Course annulée en raison de la pandémie de Covid-19 |
| 2021  | Course annulée en raison de la pandémie de Covid-19        | Course annulée en raison de la pandémie de Covid-19        | Course annulée en raison de la pandémie de Covid-19 | Course annulée en raison de la pandémie de Covid-19 |
| 2022  | Raphael Josef                                              | 2 h 48 min 47 s                                            | Tanja Forster                                       | 3 h 56 min 23 s                                     |
| 2023  | Raphael Josef                                              | 2 h 55 min 48 s                                            | Astrid Müller                                       | 4 h 14 min 6 s                                      |
| 2024  | Sandro Gehrig                                              | 3 h 0 min 53 s                                             | Tanja Forster                                       | 3 h 47 min 8 s                                      |

 Record de l'épreuve (42,2 km)